# Liste der Biografien/Neuh
Liste der Biografien |
Portal Biografien |
Personensuche
# |
A |
B |
C |
D |
E |
F |
G |
H |
I |
J |
K |
L |
M |
N |
O |
P |
Q |
R |
S |
T |
U |
V |
W |
X |
Y |
Z |
?
 
Na |
Nb |
Nc |
Nd |
Ne |
Nf |
Ng |
Nh |
Ni |
Nj |
Nk |
Nl |
Nm |
Nn |
No |
Nr |
Ns |
Nt |
Nu |
Nv |
Nw |
Nx |
Ny |
Nz
 
Nea |
Neb |
Nec |
Ned |
Nee |
Nef |
Neg |
Neh |
Nei |
Nej |
Nek |
Nel |
Nem |
Nen |
Neo |
Nep |
Ner |
Nes |
Net |
Neu |
Nev |
New |
Nex |
Ney |
Nez
 
Neub |
Neuc |
Neud |
Neue |
Neuf |
Neug |
Neuh |
Neui |
Neuj |
Neuk |
Neul |
Neum |
Neun |
Neup |
Neur |
Neus |
Neut |
Neuv |
Neuw |
Neuy |
Neuz
Die Liste der Biografien führt alle Personen auf, die in der deutschsprachigen Wikipedia einen Artikel haben. Dieses ist eine Teilliste mit 164 Einträgen von Personen, deren Namen mit den Buchstaben „Neuh“ beginnt.

## Neuh

### Neuha
- Neuhann, Tobias (* 1950), deutscher Augenarzt
- Neuhardt, Johannes (* 1930), österreichischer Geistlicher und Kunsthistoriker
- Neuharth, Al (1924–2013), US-amerikanischer Geschäftsmann, Autor und Kolumnist
- Neuhaus, Agnes (1854–1944), deutsche Politikerin (Zentrum), MdRAgnes Neuhaus (1854–1944)

Agnes Neuhaus (1854–1944)

- Neuhaus, Albert (1873–1948), deutscher Jurist, Verwaltungsbeamter und Politiker (DNVP)
- Neuhaus, Alfred (1903–1975), deutscher Geochemiker und Mineraloge
- Neuhaus, Alfred Hubertus (1930–2016), deutscher Zigarrenfabrikant und Politiker (CDU), MdB
- Neuhaus, Alfred Hugo (1891–1961), deutscher Zigarrenfabrikant und Unternehmer
- Neuhaus, Arnd (* 1967), deutscher Basketballspieler
- Neuhaus, Barbara (1924–2007), deutsche Schriftstellerin und Hörspielautorin, DBD-Funktionärin
- Neuhaus, Carl (1881–1929), deutscher Bildhauer
- Neuhaus, Caspar August (1860–1926), deutscher Zigarrenfabrikant und Politiker (Zentrum), MdR
- Neuhaus, Christian (1833–1907), dänischer Fotograf
- Neuhaus, Christoph (* 1966), Schweizer Politiker
- Neuhaus, Christoph (* 1986), deutscher Jazzmusiker (Gitarre)
- Neuhaus, Cläre (1878–1950), deutsche Malerin
- Neuhaus, Claudia (* 1973), deutsche Basketballspielerin
- Neuhaus, Clemens (1927–1991), deutscher Maler
- Neuhaus, Dani (* 1993), brasilianische Fußballspielerin
- Neuhaus, David (* 1962), israelischer Jesuit und Patriarchalvikar für die hebräisch sprechenden Katholiken im Lateinischen Patriarchat von Jerusalem
- Neuhaus, Detlef (* 1957), deutscher Schauspieler
- Neuhaus, Dietrich (1931–2020), deutscher Kabarettist und Schriftsteller
- Neuhaus, Egbert (* 1953), deutscher Unternehmer
- Neuhaus, Ferdinand Maria Franz von (1655–1716), Obristkämmerer des bayerischen Kurfürsten Maximilian II. Emanuel
- Neuhaus, Florian (* 1997), deutscher FußballspielerFlorian Neuhaus (* 1997)

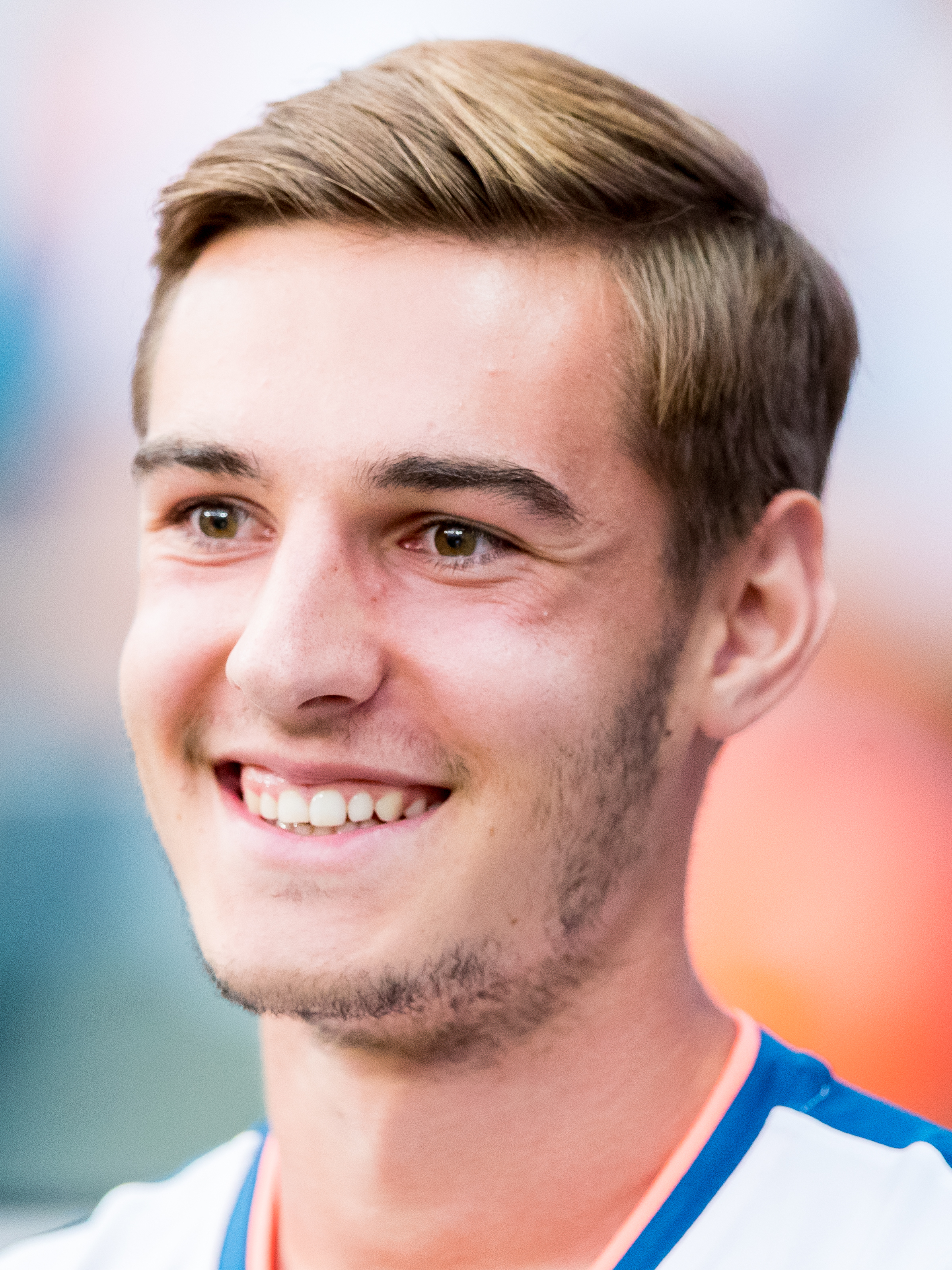
Florian Neuhaus (* 1997)

- Neuhaus, Frauke (* 1993), deutsche Volleyballspielerin
- Neuhaus, Friedrich (1797–1876), deutscher Architekt und preußischer Baubeamter
- Neuhaus, Fritz (1852–1922), deutscher Genre- und Historienmaler der Düsseldorfer Schule
- Neuhaus, Fritz (1914–2000), deutscher Ringer
- Neuhaus, Fritz Berthold (1882–1956), deutscher Maler
- Neuhaus, Gerd (* 1952), deutscher katholischer Theologe
- Neuhaus, Gert (* 1939), deutscher Maler und Grafiker
- Neuhaus, Gunther (1953–2021), österreichischer Biologe
- Neuhaus, Gustav (1866–1942), deutscher Jurist, Kolonialbeamter und Afrikanist
- Neuhaus, Gustav Reinhard (1821–1892), deutscher Dichter und Kauffmann
- Neuhaus, Hans Joachim von (1887–1957), deutscher Diplomat und Journalist
- Neuhaus, Hans-Peter (* 1945), deutscher Handballspieler und -trainer
- Neuhaus, Heinrich (1888–1964), ukrainischer PianistHeinrich Neuhaus (1888–1964)

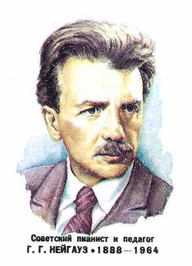
Heinrich Neuhaus (1888–1964)

- Neuhaus, Heinz (1926–1998), deutscher Boxer
- Neuhaus, Heinz (1945–1992), deutscher Politiker (CDU), MdL Rheinland-Pfalz
- Neuhaus, Helmut (* 1944), deutscher Historiker
- Neuhaus, Hermann (1863–1941), deutscher Maler und Architekt
- Neuhaus, Hermann-Josef (1920–1991), deutscher Politiker (CDU), MdL
- Neuhaus, Inès (* 1970), österreichische Musikerin und Komponistin
- Neuhaus, Ingo (* 1969), US-amerikanischer Schauspieler
- Neuhaus, Ingritt (* 1940), deutsche Künstlerin, Kunsterzieherin und Buchillustratorin
- Neuhaus, Itty S. (* 1961), US-amerikanische Künstlerin
- Neuhaus, J. Diederich (1925–2010), deutscher Unternehmer
- Neuhaus, Jakob von (1853–1921), preußischer Landrat des Kreises Hattingen (1886–1892)
- Neuhaus, Jens (* 1963), deutscher Schauspieler
- Neuhaus, Jochen (1936–1995), deutscher Schauspieler, Regisseur und Übersetzer
- Neuhaus, Johann Rudolf (1767–1846), Schweizer Grossrat und Unternehmer
- Neuhaus, Josef (1923–1999), deutscher Bildhauer
- Neuhaus, Julia (* 1983), deutsche Volkswirtin, Präsidentin der Berliner Hochschule für Technik
- Neuhaus, Jürgen (1941–2022), deutscher Automobilrennfahrer
- Neuhaus, Karl (1796–1849), Schweizer Politiker
- Neuhaus, Karl (1880–1947), deutscher Politiker (CSP, DNVP), MdR
- Neuhaus, Karl (* 1884), deutscher römisch-katholischer Geistlicher, Ordensmann, Missionar und Märtyrer
- Neuhaus, Karl (1888–1961), deutscher Architekt, kommunaler Baubeamter und Politiker (CDU)
- Neuhaus, Leopold (1879–1954), deutscher Rabbiner
- Neuhaus, Ludwig (1810–1861), deutscher Politiker
- Neuhaus, Manfred (* 1946), deutscher Historiker
- Neuhaus, Margret (* 1930), deutsche Schauspielerin, Hörspiel- und Synchronsprecherin
- Neuhaus, Martin (* 1975), deutscher Schauspieler, Sänger und RegisseurMartin Neuhaus (* 1975)

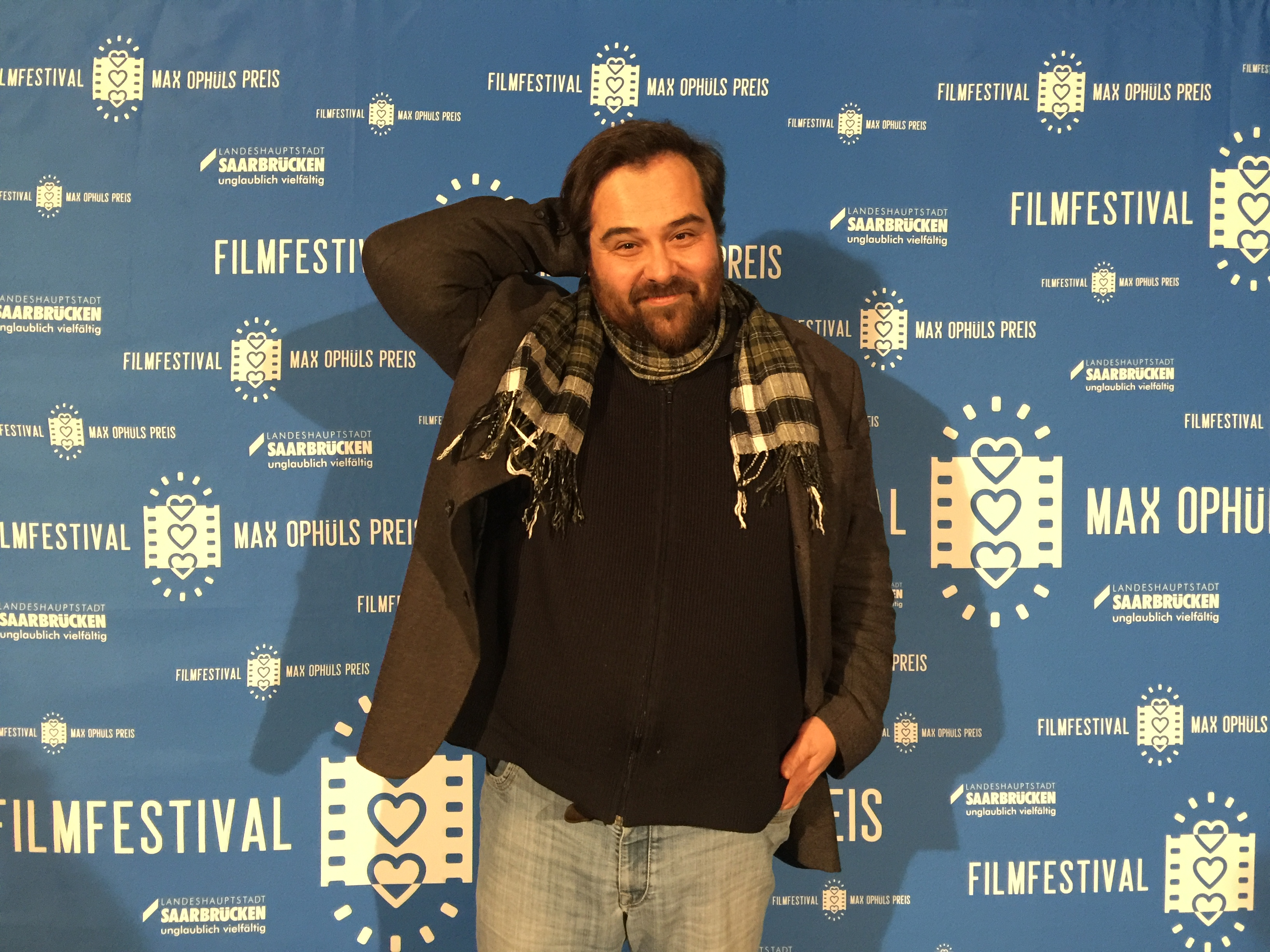
Martin Neuhaus (* 1975)

- Neuhaus, Max (1899–1972), deutscher Kaufmann und Generalbevollmächtigter der AEG
- Neuhaus, Max (1939–2009), US-amerikanischer experimenteller Musiker, Pionier der Klangkunst, Grafiker und Autor
- Neuhaus, Max (* 1999), deutscher Handballspieler
- Neuhaus, Nele (* 1967), deutsche KriminalschriftstellerinNele Neuhaus (* 1967)

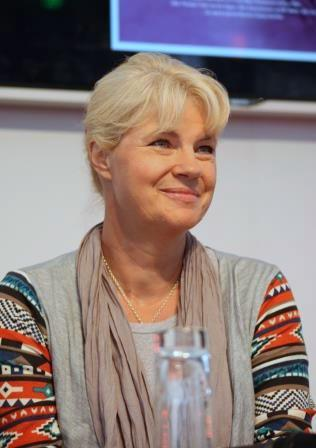
Nele Neuhaus (* 1967)

- Neuhaus, Othmar (* 1960), Schweizer Politiker (CVP)
- Neuhaus, Paul (* 1938), deutscher Schauspieler
- Neuhaus, Paul Heinrich (1914–1994), deutscher Jurist und Hochschullehrer
- Neuhaus, Ralf (* 1955), deutscher Autor, Strafverteidiger und Rechtswissenschaftler
- Neuhaus, Richard John (1936–2009), US-amerikanischer lutherischer Theologe, katholischer Priester, Ökumeniker und Autor
- Neuhaus, Robert (1864–1934), deutscher Architekt
- Neuhaus, Rudolf (1914–1990), deutscher Dirigent
- Neuhaus, Rupert Klaus (* 1944), deutscher Jurist, Richter am Bundessozialgericht
- Neuhaus, Stanislaw Genrichowitsch (1927–1980), sowjetischer Pianist
- Neuhaus, Stefan (* 1965), deutscher Germanist
- Neuhaus, Sven (* 1978), deutscher Fußballtorwart
- Neuhaus, Thomas (* 1961), deutscher Komponist und Musikinformatiker
- Neuhaus, Tim (* 1979), deutscher Musiker
- Neuhaus, Ulrich (1910–1965), deutscher Agrarwissenschaftler und Hochschullehrer
- Neuhaus, Uwe (* 1942), deutscher Kunstmaler
- Neuhaus, Uwe (* 1959), deutscher Fußballspieler und Fußballtrainer
- Neuhaus, Volker (1943–2025), deutscher Germanist
- Neuhaus, Walter (1932–2019), deutscher Politiker (CDU), MdL
- Neuhaus, Werner (1897–1934), Schweizer Maler
- Neuhaus, Wilhelm (1873–1956), deutscher Lehrer und Heimatforscher
- Neuhaus, Wolfgang (1929–1966), deutscher Schriftsteller in der DDR
- Neuhaus, Wolfgang (* 1952), deutscher Lektor und Übersetzer
- Neuhaus-Wartenberg, Luise (* 1980), deutsche Politikerin (Die Linke), MdL
- Neuhausen, Franz (1887–1966), Landesgruppenleiter der NSDAP/AO in Jugoslawien, deutscher Generalbevollmächtigter für die Wirtschaft in Serbien, Militärverwaltungschef Serbien
- Neuhausen, Friedrich (1934–1994), deutscher Politiker (FDP), MdB
- Neuhausen, Karl August (1939–2017), deutscher Klassischer Philologe
- Neuhausen, Wolfgang (* 1949), deutscher Pantomime, Schauspieler, Regisseur und Autor
- Neuhauser, Adele (* 1959), österreichische SchauspielerinAdele Neuhauser (* 1959)

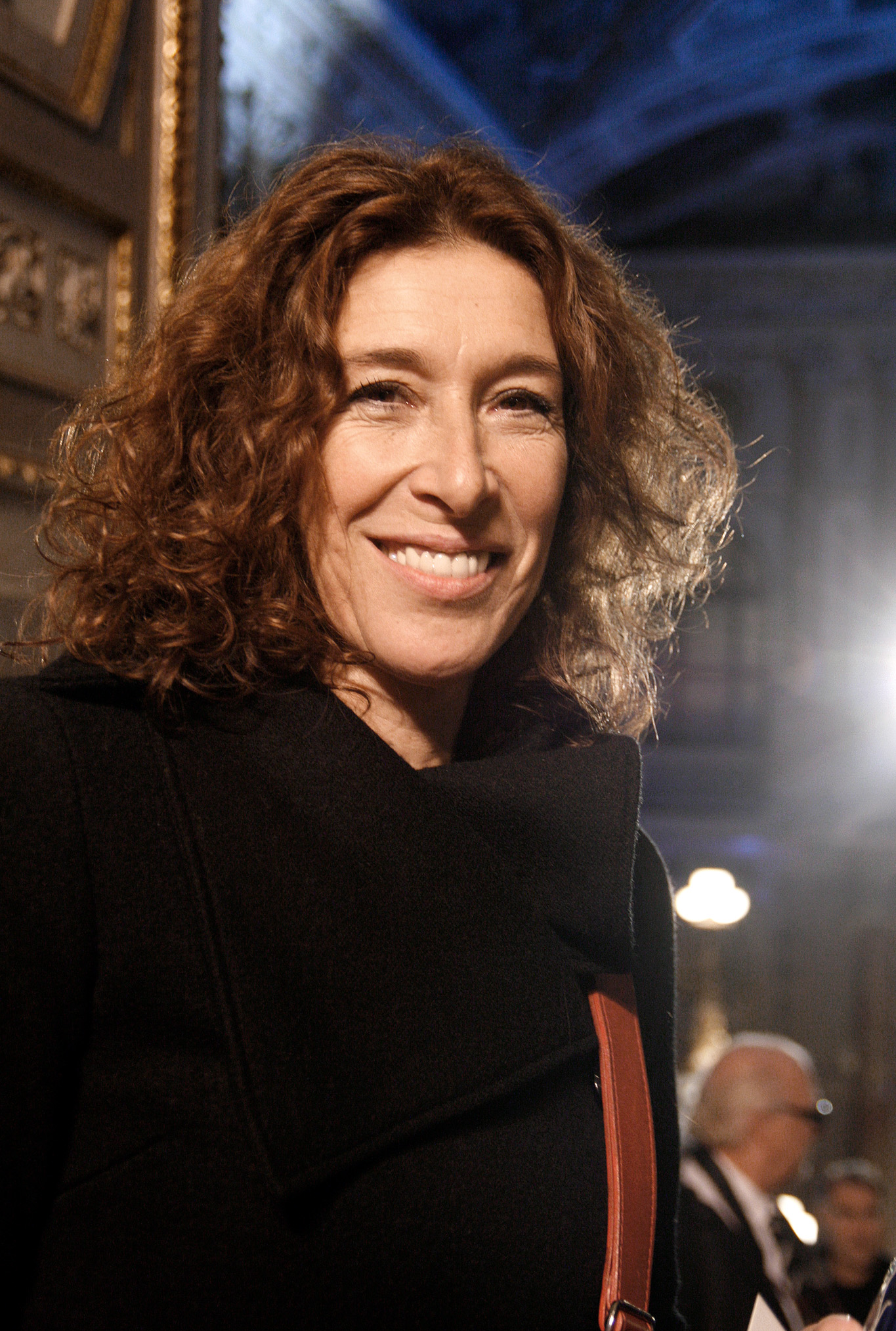
Adele Neuhauser (* 1959)

- Neuhauser, Albert (1832–1901), österreichischer Glasmaler, Gründer der Tiroler Glasmalereianstalt
- Neuhäuser, Charlotte (* 1998), deutsche Politikerin (Die Linke), MdB
- Neuhäuser, Christian (* 1977), deutscher Philosoph und HochschullehrerChristian Neuhäuser (* 1977)

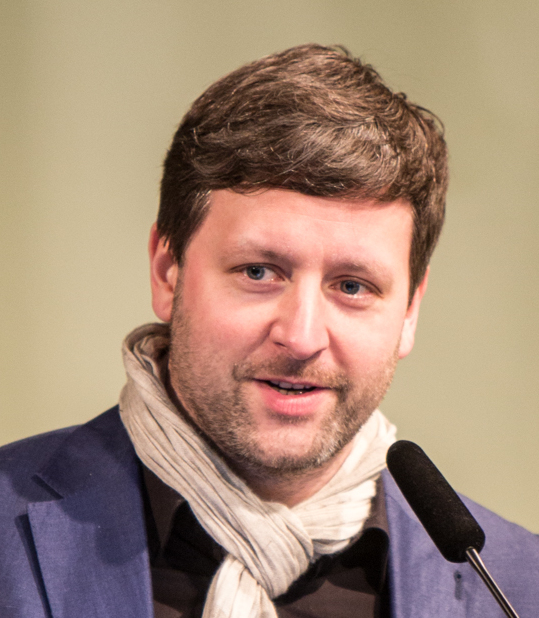
Christian Neuhäuser (* 1977)

- Neuhauser, Claudia (* 1962), deutsch-amerikanische Mathematikerin und Hochschullehrerin
- Neuhauser, Ernst (1928–1997), oberösterreichischer Politiker (SPÖ), Abgeordneter zum Nationalrat
- Neuhauser, Georg (* 1982), österreichischer Historiker und Metal-Sänger
- Neuhauser, Herbert (1939–2018), österreichischer Basketballschiedsrichter
- Neuhauser, Johann († 1516), bayerischer Staatsmann
- Neuhauser, Johann (1924–2003), italienischer Politiker (Südtiroler Volkspartei)
- Neuhauser, Josef (* 1959), österreichischer Autorennfahrer
- Neuhäuser, Joseph (1823–1900), deutscher Philosoph
- Neuhäuser, Joseph (1890–1949), deutscher Komponist
- Neuhäuser, Karin (* 1955), deutsche Schauspielerin und Theaterregisseurin
- Neuhauser, Ludwig (1921–2019), österreichischer Maler und Restaurator
- Neuhäuser, Mario (* 1963), deutscher Fußballspieler
- Neuhäuser, Ralph (* 1966), deutscher Astronom und Hochschullehrer
- Neuhäuser, Rosel (* 1949), deutsche Politikerin (SED, PDS), MdV, MdB
- Neuhauser, Rudolf (1924–2010), österreichischer Künstler
- Neuhäuser, Rudolf (1933–2020), österreichischer Slawist
- Neuhauser, Walter (1933–2016), österreichischer Bibliothekar und Buchwissenschaftler
- Neuhäuser, Winfried (* 1947), deutscher Fußballspieler
- Neuhauser-Loibl, Maria (1906–1985), österreichische Lyrikerin, Übersetzerin und Schriftstellerin
- Neuhäusl, Robert (1930–1991), tschechoslowakischer Botaniker
- Neuhäusler, Anton (1919–1997), deutscher Philosoph und Hochschullehrer, bayerischer Mundartdichter
- Neuhäusler, Engelbert (1913–2011), deutscher Neutestamentler
- Neuhäusler, Johannes (1888–1973), deutscher katholischer Bischof und kirchlicher Widerstandskämpfer im Dritten Reich
- Neuhauss, Richard (1855–1915), deutscher Mediziner, Anthropologe und wissenschaftlicher Photograph
- Neuhäußer, Fritz (1877–1939), deutscher Jurist, Bürgermeister von Bad Oeynhausen
- Neuhäußer, Maximilian (* 1981), deutsch-italienischer Schauspieler
- Neuhäusser, Walter (1926–2021), deutscher Architekt

### Neuhi
- Neuhierl, Josef (1895–1957), deutscher Handwerker und Unternehmensgründer

### Neuho
- Neuhof, Anna (* 1952), deutsche Politikerin (Bündnis 90/Die Grünen), MdL
- Neuhof, Gertrud (1901–1987), deutsche Widerstandskämpferin
- Neuhof, Hermann Georg von (1596–1644), Fürstabt von Fulda (1635–1644)
- Neuhof, Horst (1929–2020), deutscher Basketballtrainer
- Neuhof, Karl (1891–1943), deutscher Widerstandskämpfer
- Neuhof, Peter (* 1925), deutscher Journalist
- Neuhofer, Franz (1870–1949), österreichischer Komponist
- Neuhofer, Georg (* 1660), deutscher Unternehmer
- Neuhofer, Gerhard Adam (1773–1816), deutscher lutherischer Geistlicher, Professor, Philologe, Historiker und Dichter
- Neuhöfer, Klaus (* 1940), deutscher Denkmalschützer
- Neuhofer, Michael (1887–1972), österreichischer Politiker (CSP), Abgeordneter zum Nationalrat
- Neuhofer, Theresia (* 1963), österreichische Politikerin (ÖVP), Landtagsabgeordnete in Salzburg
- Neuhoff, Hans (* 1959), deutscher Musikwissenschaftler, Hochschullehrer und Politiker (AfD)
- Neuhoff, Johann von († 1651), Domherr in Münster und Hildesheim
- Neuhoff, Ludwig Ferdinand (1870–1905), deutscher Landschaftsmaler
- Neuhoff, Otto (* 1959), deutscher Kommunalpolitiker
- Neuhoff, Stephan (* 1952), deutscher Feuerwehrmann
- Neuhoff, Theodor von (1694–1756), politischer Abenteurer und König von KorsikaTheodor von Neuhoff (1694–1756)

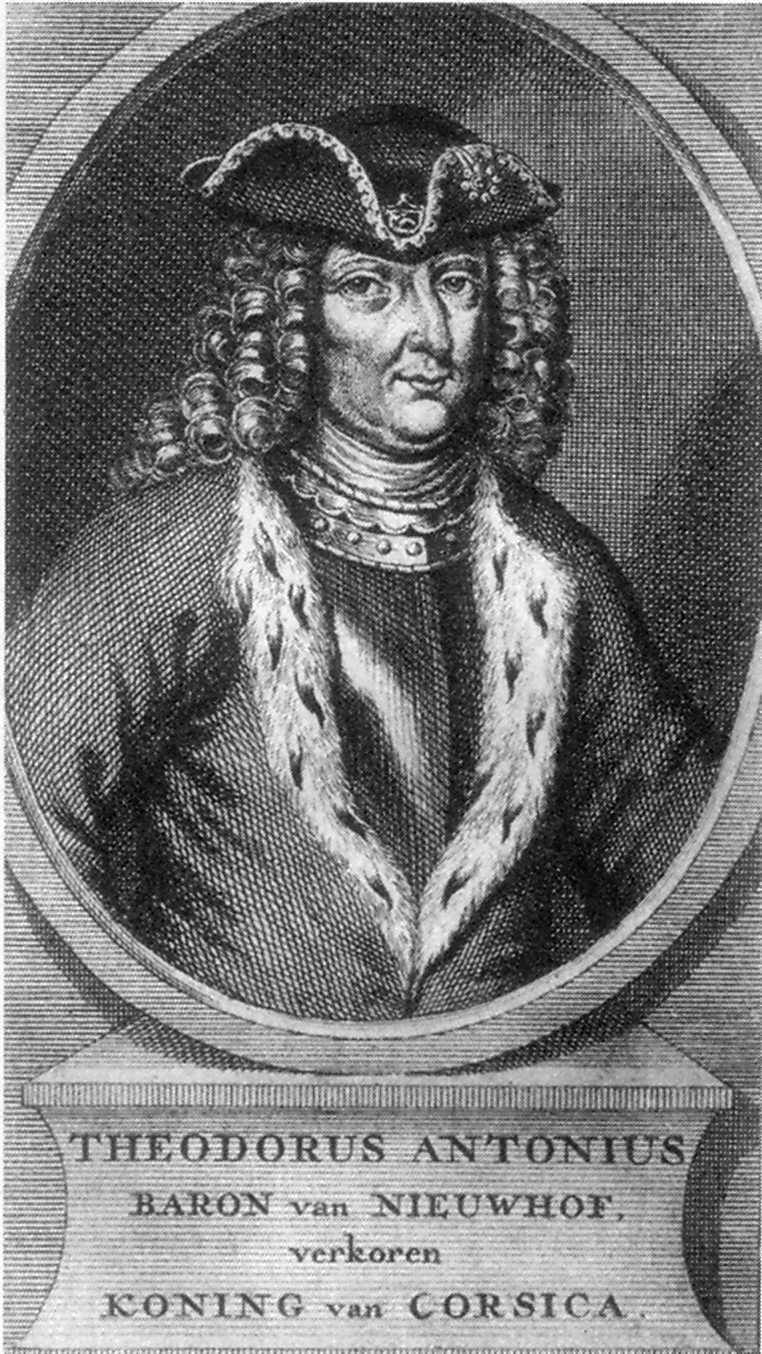
Theodor von Neuhoff (1694–1756)

- Neuhoff, Thomas (* 1957), deutscher Dirigent und Kirchenmusiker
- Neuhoff, Ulli (* 1965), deutscher Fernsehjournalist
- Neuhoff, Walther (1891–1971), deutscher Mykologe
- Neuhold, Alois (* 1951), österreichischer Maler und Objektkünstler
- Neuhold, Angelika (* 1980), österreichische Politikerin (ÖVP)
- Neuhold, Christoph (* 1994), österreichischer Handballspieler
- Neuhold, Florian (* 1993), österreichischer Fußballspieler
- Neuhold, Günter (* 1947), österreichischer Dirigent
- Neuhold, Hanspeter (* 1942), österreichischer Hochschullehrer
- Neuhold, Helmut (* 1959), österreichischer Historiker
- Neuhold, Johann (1933–2012), österreichischer Landwirt und Politiker (ÖVP), Bürgermeister von Perlsdorf, Landtagsabgeordneter der Steiermark
- Neuhold, Leopold (* 1954), österreichischer katholischer Theologe, christlicher Sozialethiker
- Neuholz, Martin (* 1926), deutscher Fußballspieler

### Neuhu
- Neuhuber, Alexander (* 1964), österreichischer Politiker (ÖVP), Landtagsabgeordneter und Gemeinderat
- Neuhuber, Christian (* 1970), österreichischer Germanist und Literaturwissenschaftler
- Neuhusius, Edo (1581–1638), reformierter Geistlicher und Lehrer
- Neuhuys, Albert (1844–1914), niederländischer Genre- und Porträtmaler der Larener Schule und jüngerer Bruder der Maler Jozef Hendrik Neuhuys (1841–1890) und Jan Antoon Neuhuys (1832–1891)
- Neuhuys, Jan Antoon (1832–1891), niederländischer Historien- und Genremaler
- Neuhuys, Jozef (1841–1889), niederländischer Landschaftsmaler